# Fin Argus
Steffan Fin Argus (1 de septiembre de 1998, Des Plaines, Illinois) es una persona profesional de la  actuación y de la música estadounidense.

## Vida personal
Argus nació en Des Plaines, Illinois. Tiene una hermana mayor, Sadie, y una hermana menor, Lacey. Creció en Chicago, donde se interesaría por las artes escénicas. Comenzó a tocar guitarra española, piano, la trompa, el violonchelo, el ukelele, la mandolina y el banjo. Estudió en Maine West High School y en el Berklee College of Music en Boston.
Argus es gay y utiliza el pronombre they singular. Argus es de género fluido.

## Carrera
Argus empezó a actuar en producciones teatrales locales de joven, y formó parte del grupo musical infantil Kidz Bop.Tiene un contrato con la agencia de modelos Ford Models e hizo de modelo de la línea de primavera/verano de 2016 de Yves Saint Laurent en Barneys New York.
Lanzó un EP en 2017 titulado Lost at Sea. Logró un avance en su carrera actoral al protagonizar la serie web The Commute. Se eligió a Argus para el papel principal de Zach Sobiech en el drama musical de Disney+, llamado Clouds. Apareció en Agents of S.H.I.E.L.D. como una versión más joven de Gordon, anteriormente interpretado por Jamie Harris.

## Filmografía

### Televisión
| Año  | Título                 | Papel  | Notas                      |
| ---- | ---------------------- | ------ | -------------------------- |
| 2017 | The Gifted             | Jack   | Episodio: "eXposed"        |
| 2020 | Agents of S.H.I.E.L.D. | Gordon | 2 episodios                |
| 2022 | Queer as Folk          | Mingus | Protagonista (8 episodios) |
| 2023 | The Other Two          | Lucas  | Recurrente (4 episodios)   |

### Cinematografía
| Año  | Título       | Papel                             | Notas                       |
| ---- | ------------ | --------------------------------- | --------------------------- |
| 2011 | Requiem      | Niñito                            | Cortometraje                |
| 2011 | Life Lessons | Bailarín                          | Cortometraje; Sin acreditar |
| 2012 | Harvest      | Charlie                           | Cortometraje                |
| 2012 | Stitches     | Sam                               | Cortometraje                |
| 2016 | Virtual High | Julián                            | Cortometraje                |
| 2017 | Perception   | Charlie                           | Cortometraje                |
| 2017 | Carma        | Chico sexy                        | Cortometraje                |
| 2017 | The Regulars | Elvis                             | Cortometraje                |
| 2018 | Summer '03   | Josh, el viejo enamorado de Emily | Sin acreditar               |
| 2020 | Clouds       | Zach Sobiech                      |                             |
| 2022 | Stay Awake   | Derek                             |                             |

### Series web
| Año       | Título                    | Papel  | Notas                      |
| --------- | ------------------------- | ------ | -------------------------- |
| 2016-2017 | The Commute               | Hansen | Personaje principal        |
| 2018-2019 | Total Eclipse (serie web) | Julián | Recurrente (temporada 2-3) |

## Discografía
- Make Me Cry (2016)
- Lost at Sea (2017)
- Exposure (2022)